# Jean-Jacques Lefrère
Jean-Jacques Lefrère, né à Saint-Mandé (Val-de-Marne) le 10 août 1954, mort le 16 avril 2015 à Paris,, est un hématologue et écrivain français. Il est connu du grand public pour ses travaux sur la sécurité transfusionnelle et ses recherches littéraires sur 
Rimbaud et Lautréamont.

## Biographie
Jean-Jacques Lefrère a passé sa jeunesse dans les Hautes Pyrénées, puis a fait ses études de médecine à l'université Paris Descartes. Après un service militaire effectué à la présidence de la République (Palais de l'Élysée), il s’est spécialisé en hématologie. Il deviendra Maitre de Conférences Universitaire à l'Hôpital Saint Antoine, Professeur Universitaire à la Faculté de Médecine d'Amiens avant d'être Professeur de Médecine à Paris Descartes et directeur de l'Institut national de transfusion sanguine (INTS). Ses recherches portent sur les agents pathogènes transmissibles par le sang et donc sur la sécurité des transfusions. Rédacteur-associé aux revues scientifiques Transfusion clinique et biologique et Hématologie, il a signé plus de 300 publications scientifiques dans des revues à comité de lecture et publié une dizaine d’ouvrages dans sa discipline.
Parallèlement à cette carrière de chercheur et d’universitaire, il a consacré de nombreux travaux à différents auteurs de la fin du XIXe siècle français. Parmi les plus connus, Arthur Rimbaud, Lautréamont, Jules Laforgue, sur lesquels il a écrit des biographies . Ses enquêtes de terrain (jusqu'à Aden et Harar sur les traces de Rimbaud, jusqu’à Montevideo sur celles de Lautréamont) lui permettent d'exhumer de nombreux documents inédits. 
Déjà docteur en médecine (1985) et docteur en biologie[réf. souhaitée],[Quand ?], titulaire d'une thèse de doctorat en sciences médicales sur le VIH, il a également soutenu une thèse de doctorat ès lettres (1996).  Il est également cofondateur, avec Michel Pierssens, d’une revue littéraire intitulée Histoires littéraires et du « Colloque des Invalides », qui accorde à ses participants des interventions strictement limitées à cinq minutes. Il a aussi cofondé, avec Sylvain-Christian David, les Cahiers Lautréamont, parus de 1987 à 2010 (cahiers imprimés), puis 2012 (cahiers numériques), et a donné pendant des années des critiques à La Quinzaine littéraire durant la direction de Maurice Nadeau.
En 2010, il fut témoin à décharge dans le procès intenté par Pierre Perret au Nouvel Observateur, dont un article accusait le chanteur d’avoir largement imaginé ses rencontres avec l’écrivain Paul Léautaud.
En 2012, Jean-Jacques Lefrère a été acteur dans le film de Pascal Thomas, Associés contre le crime…, avec Catherine Frot et André Dussollier.
En 2013, il collabore, avec le dessinateur Bertrand David, à un ouvrage présentant une nouvelle théorie sur l'art pariétal, appelée théorie des ombres (les hommes préhistoriques auraient inventé le dessin en traçant le contour d'ombres projetées à partir de figurines animalières). Cependant cette hypothèse est très controversée dans le monde scientifique,. La théorie des ombres comprend une deuxième hypothèse portant sur l'interprétation de ces peintures, dans la lignée de la théorie totémique de Henri Breuil, mais proposant de voir dans ces grottes d'accès difficile des nécropoles symboliques. L'art préhistorique aurait servi de « monument aux morts » avant l'apparition des premières nécropoles, associées à la sédentarisation : de fait, il disparaît à cette date.

## Publications

### Principales publications dans le domaine médical (ouvrages)
- Le Book de l’Internat, dir., avec Marie-Christophe Boissier, éditions J.B. Baillère, 1991.
- Transfusion sanguine et Sida, avec Anne-Marie Couroucé et Jean-Yves Muller, éditions Frison-Roche, 1991, 78 p.
- Les Virus transmissibles par le sang, dir., John Libbey Eurotext, 1997.
- Guide pratique des hépatites virales, dir., avec Françoise Lunel-Fabiani et Patrick Marcellin, MMI éditions, 1998.
- Transfusion sanguine, une approche sécuritaire, dir., avec Philippe Rouger, John Libbey Eurotext, 2000.
- Pratique nouvelle de la transfusion sanguine, avec Ph. Rouger, Masson, 2003 (manuel, 1re édition).
- De vous à moi, donnez votre sang - Le don du sang, le sang du don, avec Bruno Danic, Medi-Text éditions, 2008.
- Transfusions en hématologie, avec Jean-François Schved, John Libbey Eurotext, 2010.
- Transfusion sanguine, avec Philippe Rouger, Masson, 2011.
- Gloire et impostures de la médecine, avec Patrick Berche, Perrin, 2011.
- Quand la médecine gagne, avec Patrick Berche, Flammarion, 2012  (ISBN 978-2081279148).
- Utilisation des produits sanguins, avec Jean-Yves Muller, Médecine Sciences Publications, 2012.

Articles de recherche : voir le site de l'INTS

### Travaux consacrés àArthur Rimbaudou liés à celui-ci
- Les Saisons littéraires de Rodolphe Darzens, Paris, éditions Fayard, 1998, 779 p. + 64 p. de planches illustrées  (ISBN 2-213-60134-8) (BNF 36709120).
- Le Dossier Rimbaud de Rodolphe Darzens, Jean-Jacques Lefrère et Jean-Paul Goujon, imprimerie J.P. Louis, Tusson, 1998, 29 p. [pas d'ISBN] (BNF 37102563).
- Arthur Rimbaud, Paris, éditions Fayard, 2001, 1242 p. + 96 p. de planches illustrées  (ISBN 2-213-60691-9) (BNF 37682911) ; rééd. Arthur Rimbaud. Biographie, avec une préface de Frédéric Martel, Robert Laffont, coll. « Bouquins », 2020, 1408 p.  (ISBN 978-2221247082)
- Journal d’Aden, éditions de la Tour du silence, 2001, 36 p. (BNF 37679189).
- Journal d’Abyssinie : 15-22 décembre 2001, 2002, 100 p. (BNF 37716739).
- Rimbaud au Harar, Fayard, 2002 (avec Pierre Leroy et le photographe Jean-Hugues Berrou).
- Rimbaud à Aden, Fayard, 2001 (avec Pierre Leroy et le photographe Jean-Hugues Berrou).
- Rimbaud ailleurs, Fayard, 2004 (avec Pierre Leroy et le photographe Jean-Hugues Berrou).
- Rimbaud le disparu, Paris, éditions Buchet-Chastel, 2004, 193 p. + 30 p. de planches illustrées  (ISBN 2-283-02052-2) (BNF 39243299).
- Arthur Rimbaud en verve (présentation et choix, Jean-Jacques Lefrère), Paris, éditions Horay, coll. « En verve : mots, propos, aphorismes », 2004, 92 p.  (ISBN 978-2705803681) (BNF 39176901).
- Face à Rimbaud, éditions Phébus, Paris, 2006, 184 p.  (ISBN 978-2-7529-0217-7) (BNF 40933894).
- Les Dessins d'Arthur Rimbaud, Paris, éditions Flammarion, 2009, 159 p.  (ISBN 978-2-08-122463-6) (BNF 42088696).
- Arthur Rimbaud. Correspondance 1868-1891 (présentation et notes de Jean-Jacques Lefrère), Paris, éditions Fayard, 2007, 1425 p.
- Sur Arthur Rimbaud. Correspondance posthume 1891-1900 (présentation et notes de Jean-Jacques Lefrère), Paris, éditions Fayard, 2010, 1220 p.
- Sur Arthur Rimbaud. Correspondance posthume 1901-1911 (présentation et notes de Jean-Jacques Lefrère), Paris, éditions Fayard, 2011, 1260 p.
- Arthur Rimbaud La chasse spirituelle (postface de Jean-Jacques Lefrère), Paris, éditions Léo Scheer, 2012, 448 p.
- Sur Arthur Rimbaud. Correspondance posthume 1912-1920 (présentation et notes de Jean-Jacques Lefrère), Paris, éditions Fayard, 2014, 1328 p.

### Œuvres consacrées àLautréamont
- Le Visage de Lautréamont : Isidore Ducasse à Tarbes et à Pau (préface de Jean-Pierre Soulier), Paris, éditions Pierre Horay, 1977, 192 p. + 8 p. de planches illustrées  (ISBN 2-7058-0054-9) (BNF 34587395).
- Isidore Ducasse : auteur des “Chants de Maldoror, par le comte de Lautréamont”, Paris, éditions Fayard, 1998, 686 p. + 72 p. de planches illustrées  (ISBN 2-213-60116-X) (BNF 36709161).
- Lautréamont, Paris, éditions Flammarion, 2008, 223 p.  (ISBN 978-2-08-121663-1) (BNF 41383872).

### Œuvres consacrées àJules Laforgue
- Jules Laforgue. Biographie, Paris, éditions Fayard, 2005, 658 p.-[48] p. de pl.).
- Jules Laforgue. Papiers retrouvés (édition préparée et annotée par Jean-Louis Debauve, Mireille Dottin-Orsini, Jacques-André Duprey et Jean-Jacques Lefrère), éditions du Lérot, 2005, 402 p.-[24] p. de pl.).

### Œuvres de collaboration
- Cabaner au piano, Jean-Jacques Lefrère et Michael Pakenham, Paris, éditions L'Échoppe, 1994, 119 p. + 8 p. de planches illustrées  (ISBN 2-84068-037-8) (BNF 35745321).
- Deux malchanceux de la littérature fin de siècle : Jean Larocque et Léon Genonceaux, Jean-Jacques Lefrère et Jean-Paul Goujon, Tusson, éditions Du Lérot, coll. « D'après nature », 1994, 115 p. + 8 p. de planches illustrées, [pas d'ISBN] (BNF 35745341).
- Zo d'Axa : un patricien de l'anarchie, Jean-Jacques Lefrère et Philippe Oriol, [auto-édition], [sans lieu d'édition], 2002, 171 folii, [pas d'ISBN] (BNF 39125517).
- Rimbaud à Aden, Jean-Hugues Berrou (photographies et réalisation), Jean-Jacques Lefrère et Pierre Leroy (textes), Paris, éditions Fayard, 2001.
- Rimbaud au Harar, Jean-Hugues Berrou (photographies et réalisation), Jean-Jacques Lefrère et Pierre Leroy (textes, avec la collaboration d'Éric Walbecq), Paris, éditions Fayard, 2002, 320 p.  (ISBN 2-213-61181-5) (BNF 38824671).
- Rimbaud ailleurs, Jean-Hugues Berrou (photographies contemporaines et entretiens), Jean-Jacques Lefrère et Pierre Leroy (textes et documents anciens, avec la collaboration de Maurice Culot), Paris, éditions Fayard, 2004, 303 p.  (ISBN 2-213-61182-3) (BNF 39211450).
- Che Guevara : images, Jean-Hugues Berrou (photographies) et Jean-Jacques Lefrère (textes), Paris, éditions Fayard, 2003, 368 p.  (ISBN 2-213-61342-7) (BNF 39074150).
- Ôte-moi d'un doute. L'énigme Corneille-Molière, Jean-Jacques Lefrère et Jean-Paul Goujon, Paris, éditions Fayard, 2006, 495 p.  (ISBN 2213630801).
- Mystifications au XIXe siècle. Paul Masson, un homme de lettres non recommandées, Jean-Jacques Lefrère et Jean-Paul Goujon, Tusson, éditions du Lérot, 2012, 515 p.  (ISBN 978-2-35548-068-3).
- La Feuille qui ne tremblait pas. Biographie de Zo d’Axa, Jean-Jacques Lefrère et Philippe Oriol, Paris, éditions Flammarion, 2013.
- La Plus vieille énigme de l'humanité, Jean-Jacques Lefrère et Bertrand David, Paris, éditions Fayard, 2013
- L'Immortalité. Un sujet d'avenir, Jean-Daniel Tissot, Olivier Garraud, Jean-Jacques Lefrère, Philippe Schneider, Genève, Éditions Favre, 2014, 440 p.  (ISBN 978-2-8289-1444-8).

### Œuvres sous pseudonyme
- 1914, un centenaire. Le dernier éclat de rire avant la Grande Guerre, Jean-Louis François, éditions Mille et une Nuits, 2014.
- À l’écoute du disque de Phaistos, Alfred Videer (en collaboration), Tusson, éditions du Lérot, 2014.

### Éditions scientifiques de textes littéraires
- Georges Cavalier, Les Mémoires de Pipe-en-bois (introduction et notes de Jean-Jacques Lefrère), éditions Champ Vallon, 1992.
- J.-A. Rimbaud, Petit Questionnaire alphabétique (notes de Jean-Jacques Lefrère), éditions du Fourneau, 1992.
- Villiers de l’Isle-Adam, En vacances, un récit inachevé et inédit (présenté par Jean-Jacques Lefrère), Dragée Haute, 1996.
- Le Journal inédit de Louis-Pilate de Brinn’Gaubast. Témoignage sur Alphonse Daudet. Document sur l’affaire du vol du manuscrits des « Lettres de mon moulin » (préface et notes de Jean-Jacques Lefrère), éditions Horay, 1997.
- Catulle Mendès, La Maison de la vieille, roman contemporain (préface et notes de Jean-Jacques Lefrère, Michaël Pakenham, Jean-Didier Wagneur), éditions Champ Vallon, 2000.
- Ernesto Che Guevara, Che Guevara en verve (présentation et choix, Jean-Jacques Lefrère), éditions Horay, coll. « En verve : mots, propos,aphorismes », Paris, 2003, 71 p.  (ISBN 2-7058-0339-4) (BNF 39011679).
- Paul Verlaine, Romances sans paroles (édition critique de Steve Murphy, avec la collaboration de Jean Bonna et Jean-Jacques Lefrère), éditions Champion, 2003.
- Jean Ajalbert,  Mémoires en vrac. Au temps du symbolisme 1880-1890 (édition établie et annotée par Jean-Jacques Lefrère), Tusson, éditions du Lérot, 2005.
- Princesse Sapho, Le Tutu. Mœurs fin de siècle, avec une planche de musique céleste et une composition symbolique de Binet (postface de Jean-Jacques Lefrère), éditions Tristram, 2008.
- Lautréamont, Les Chants de Maldoror (postface de Jean-Jacques Lefrère), éditions de La Baconnière, 2011.
- François Caradec, Entre miens. D’Alphonse Allais à Boris Vian, Flammarion, 2011.
- Aventures littéraires, entretiens réunis par Jean-Jacques Lefrère et Michel Pierssens, éditions Buchet-Chastel, 2012, 824 p.
- François Caradec, Vrac et autres textes, éditions du Lérot, 2014.

### Préfaces et avant-propos, postfaces
- Maurice Saillet, Les Inventeurs de Maldoror (préface de Jean-Jacques Lefrère), éditions Le Temps qu’il fait, 1992.
- Rodolphe Darzens, Les Nuits à Paris ; suivies de La Critique des Nuits à Paris (présentation de Jean-Jacques Lefrère), éditions Viviane Hamy, 1994.
- Bernard Teyssèdre, Arthur Rimbaud et le foutoir zutique (avant-propos de Jean-Jacques Lefrère), Paris, éditions Léo Scheer, 2011, 775 p.  (ISBN 978-2-7561-0289-4).
- Louis Dumur, Un coco de génie (postface de Jean-Jacques Lefrère), Auch, éditions Tristram, 2010, 243 p.  (ISBN 978-2-907681-82-7) (BNF 42173042).
- Pascal Pia, Chroniques littéraires 1954-1977 (avant-propos de Jean-Jacques Lefrère), éditions du Lérot, Tusson, 2012, 538 p.
- Les Chants de Maldoror illustrés par Tagliamani (postface de Jean-Jacques Lefrère), Genève, éditions La Baconnière, 2012.
- Arthur Rimbaud, La Chasse spirituelle (postface de Jean-Jacques Lefrère), éditions Léo Scheer, 2012, 444 p.
- Manuel pratique d’anthropologie médico-légale (postface de Jean-Jacques Lefrère), Tania Delabarde, Bertrand Ludes, éditions Eska, 2014.

### Éditions d’Actes de colloques
- Lautréamont et Laforgue dans leur siècle (Tarbes et Pau), textes réunis par Daniel Lefort et J.-J. Lefrère, éditions du Lérot, 1994.
- Isidore Ducasse à Paris (Paris), textes réunis par J.-J. Lefrère et François Caradec, éditions du Lérot, 1996.
- Les Lecteurs de Lautréamont (Montréal), textes réunis par J.-J. Lefrère et Michel Pierssens, éditions du Lérot, 1998.
- Les Poésies d’Isidore Ducasse (Marseille), textes réunis par J.-J. Lefrère et M.Pierssens, éditions du Lérot, 2000.
- Colloque des Invalides. Les À-Côtés du siècle, textes réunis par J.-J. Lefrère et M. Pierssens, éditions du Lérot, 1997.
- Les Ratés de la littérature, textes réunis par J.-J. Lefrère et M. Pierssens, éditions du Lérot, 1998.
- Les Romans à clés, textes réunis par J.-J. Lefrère et M. Pierssens, éditions du Lérot, 1999.
- Les Mystifications littéraires, textes réunis par J.-J. Lefrère et M. Pierssens, éditions du Lérot, 2000.
- Ce que je ne sais pas, textes réunis par J.-J. Lefrère et M. Pierssens, éditions du Lérot, 2001.
- Les Fous littéraires, textes réunis par J.-J. Lefrère et M. Pierssens, éditions du Lérot, 2002.
- Les Têtes de Turc, textes réunis par J.-J. Lefrère et M. Pierssens, éditions du Lérot, 2003.
- Paris, sa vie, son œuvre, textes réunis par J.-J. Lefrère et M. Pierssens, éditions du Lérot, 2004.
- La Censure, textes réunis par J.-J. Lefrère et M. Pierssens, éditions du Lérot, 2005.
- Querelles et invectives, textes réunis par J.-J. Lefrère et M. Pierssens, éditions du Lérot, 2006.
- Curieux curiosa textes réunis par J.-J. Lefrère et M. Pierssens, éditions du Lérot, 2007.
- Des prix, textes réunis par J.-J. Lefrère et M. Pierssens, éditions du Lérot, 2008.
- La Réclame, textes réunis par J.-J. Lefrère et M. Pierssens, éditions du Lérot, 2009.
- Films et plumes, textes réunis par J.-J. Lefrère et M. Pierssens, éditions du Lérot, 2010.
- Crimes et délits, textes réunis par J.-J. Lefrère et M. Pierssens, éditions du Lérot, 2011.
- Alcools, textes réunis par J.-J. Lefrère et M. Pierssens, éditions du Lérot, 2012.
- Secrets, textes réunis par J.-J. Lefrère et M. Pierssens, éditions du Lérot, 2013.
- … Et les femmes, textes réunis par J.-J. Lefrère et M. Pierssens, éditions du Lérot, 2014.